# Toboso
Toboso è una municipalità di quarta classe delle Filippine, situata nella Provincia di Negros Occidental, nella regione di Visayas Occidentale.
Toboso è formata da 9 baranggay:
- Bandila
- Bug-ang
- General Luna
- Magticol
- Poblacion
- Salamanca
- San Isidro
- San Jose
- Tabun-ac